# De l'Encyclopédie
De l'Encyclopédie est un pamphlet de Voltaire, publié en 1774.
Au moment où ce pamphlet est publié, Louis XV venait de mourir, mais l'Encyclopédie n'était toujours pas tolérée. Voltaire écrit ce texte afin de faire lever l'interdiction, mais sans succès, car les suppléments de cet ouvrage continueront d'être imprimés à Amsterdam en 1776 et 1777.
Ce texte se présente sous la forme d'un récit, montrant avec ironie Louis XV et une partie de sa cour s'interroger sur la meilleure manière de fabriquer de la poudre à canon. Le roi envoie chercher un exemplaire de l'Encyclopédie qu'il a interdite. La Cour s'enthousiasme devant la richesse et la qualité des connaissances contenues dans l'ouvrage et le roi convient de l'utilité de l'Encyclopédie.
Outre un éloge du projet encyclopédique, ce texte dénonce l'interdiction royale de diffuser cet ouvrage.

## Critique de la noblesse et de la censure
La noblesse est présentée comme ignorante et guerrière, voire criminelle : « Nous nous amusions à tuer des perdrix et quelquefois des hommes ». Après une pointe sur le caractère encombrant de l'Encyclopédie (« trois garçons de sa chambre (...) apportèrent chacun sept volumes »), Voltaire loue l'ouvrage et ses auteurs : l'Encyclopédie est « ce magasin de toutes les choses utiles », auquel toute l'humanité devrait avoir accès ; les auteurs des articles encyclopédiques quant à eux sont « des hommes capables de connaître tous les arts, et de les transmettre à la postérité ».
Le roi lui-même est présenté comme ignorant, car il découvre dans l'encyclopédie « tous les droits de sa couronne ». Pire, il est à l'origine du problème en ordonnant la censure de l'ouvrage : « iI avait voulu savoir par lui-même si la chose était vraie avant de permettre qu'on lût ce livre ». Il se basait sur des conseillers qui avaient mis en évidence les nombreuses erreurs contenus dans cet ouvrage : « Je ne sais pas pourquoi on m'avait dit tant de mal de ce livre ». Pour lui répondre, Voltaire utilise la métaphore du repas royal où tout le monde s'est régalé malgré quelques plats ratés, minimisant ainsi les imperfections en regard de la qualité de l'ensemble et de l'utilité de l'Encyclopédie : « Sire, reprit le comte de C..., il y avait à votre souper deux ragoûts manqués ; nous n'en avons pas mangé, et nous avons fait très bonne chère. Auriez-vous voulu qu'on jetât tout le souper par la fenêtre, à cause de ces deux ragoûts ? Le roi sentit la force de la raison ; chacun reprit son bien : ce fut un beau jour. »
Toutefois, malgré la reconnaissance de l'utilité de l'Encyclopédie l'interdiction n'a pas été immédiatement annulée : « L'envie et l'ignorance ne se tinrent pas pour battues; ces deux sœurs immortelles continuèrent leurs cris, leurs cabales, leurs persécutions : l'ignorance en cela est très savante.» Aussi, à la dernière phrase, Voltaire interpelle directement le peuple : « Français, tâchez dorénavant d'entendre mieux vos intérêts ».